# Torre Monreal

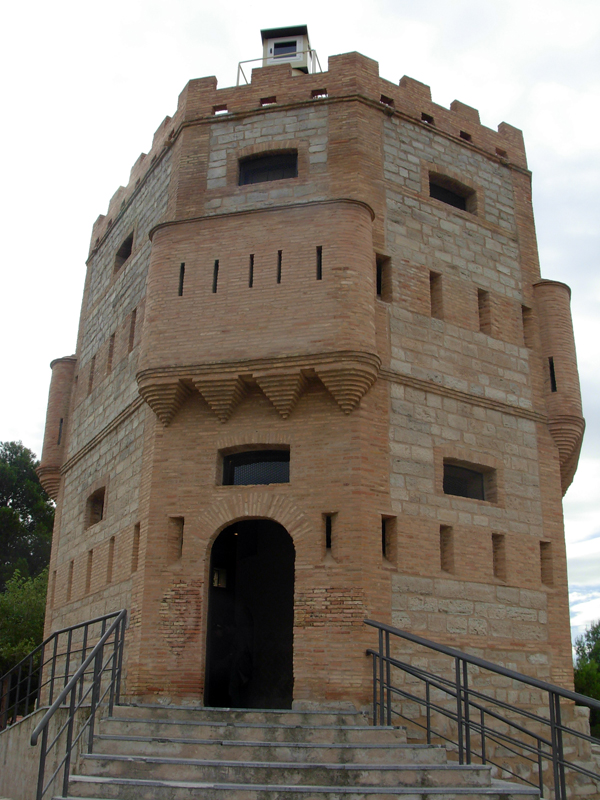
Torre Moreal, Espanha: no telhado observa-se o "periscópio".

A Torre Monreal localiza-se no termo do município de Tudela, na província e comunidade autónoma de Navarra, na Espanha.
No alto de uma elevação, em posição dominante sobre aquela povoação, defendia a travessia do rio Queiles

## História
De acordo com a prospecção arqueológica, remonta a uma atalaia de origem muçulmana erguida no século X, da qual apenas restou a cisterna, com tecto abobadado.
Posteriormente, serviu como torre de menagem do antigo Castelo de Tudilén (Tudillén ou Tudején). Aqui teve lugar a assinatura do Tratado de Tudilén entre o reino de Castela e o reino de Aragão (1151).
O conjunto sofreu reformas no século XVIII e, posteriormente, no século XIX, tanto no contexto da  Guerra da Independência Espanhola quanto em 1873.
Os seus vestígios encontram-se protegidos ao abrigo da Declaração genérica do Decreto de 22 de Abril de 1949, e da Lei n° 16/1985 sobre o Património Histórico Espanhol.
A torre sofreu intervenção de restauro em 1962, encontrando-se actualmente em bom estado de conservação, requalificada como um centro de interpretação da história da região. Destaca-se o chamado "periscópio", um dispositivo no alto da torre, que gira horizontalmente 360º e que recolhe as imagens do entorno e as reflecte em uma câmara escura no interior da torre.

## Características
Reconstruída em diversas ocasiões ao longo de sua história, a actual planta, no formato hexagonal em alvenaria de tijolos, remonta à época das Guerras Carlistas.